# نرجس رشيدي
نرجس رشيدي (بالألمانية: Narges Rashidi)‏ هي ممثلة إيرانية وألمانية، ولدت في 21 مارس 1980 بخرم آباد في إيران.

## أعمال

### أفلام
- (2005) إيون فلوكس[5]
- (2016) تحت الظل

## وصلات خارجية
- نرجس رشيدي على موقع IMDb (الإنجليزية)
- نرجس رشيدي على موقع ألو سيني (الفرنسية)
- نرجس رشيدي على موقع أول موفي (الإنجليزية)
- نرجس رشيدي على موقع قاعدة بيانات الفيلم (الإنجليزية)
- نرجس رشيدي على موقع كينوبويسك (الروسية)